# Hedda Zinner
Hedda Ziner lub Hedda Erpenbeck-Zinner (ur. 20 maja 1904 we Lwowie, zm. 1 lipca 1994 w Berlinie) – niemiecka pisarka, aktorka, artystka komediowa, dziennikarka oraz redaktorka naczelna radia.

## Życiorys
Hedda Zinner urodziła się we Lwowie 20 maja 1905 roku, gdzie uczęszczała do Szkoły Teatralnej od 1923 do 1925 roku. Zaczęła pracę jako aktorka, ale jej zainteresowanie ruchem robotniczym zmotywowało ją do przeprowadzki do Berlina, gdzie w 1929 roku dołączyła do Komunistycznej Partii Niemiec.
Została dziennikarką, pisząc dla lewicowych gazet pod pseudonimem „Elizabeth Frank”. Po dojściu do władzy Adolfa Hitlera przeprowadziła się do Wenecji, następnie do Pragi, gdzie założyła kabaret Studio 34 w 1934 roku. W 1935 roku wyemigrowała do Moskwy, po II wojnie światowej osiedliła się we wschodnim Berlinie.

## Dzieła
- Nur Eine Frau – 1954
- Ahnen und Erben – 1968 – część pierwsza autobiografii
- Die Schwestern – 1970 – część druga autobiografii